# Marvel Comics
Marvel Worldwide, Inc., dnes známé také jako Marvel Comics, je americké komiksové vydavatelství, které od roku 2009 vlastní společnost The Walt Disney Company.
Společnost byla založena roku 1939 jako Timely Comics. V padesátých letech 20. století byla přejmenována na Atlas Comics a roku 1961 na Marvel Comics.
Ve své současné podobě funguje od roku 1961, kdy dostali prostor autoři jako Stan Lee, John Buscema, Jack Kirby a Steve Ditko. To je také doba vzniku nejznámějších Marvel komiksů  X-Men, Fantastic Four, Avengers, Strážci galaxie, Black Panther, Vision, Iron Man, Spider-Man, Hulk, Thor, Captain America, Doctor Strange, Black Widow, Hawkeye nebo Daredevil a Punisher.

## Historie

### Timely Publications (1939-1950)

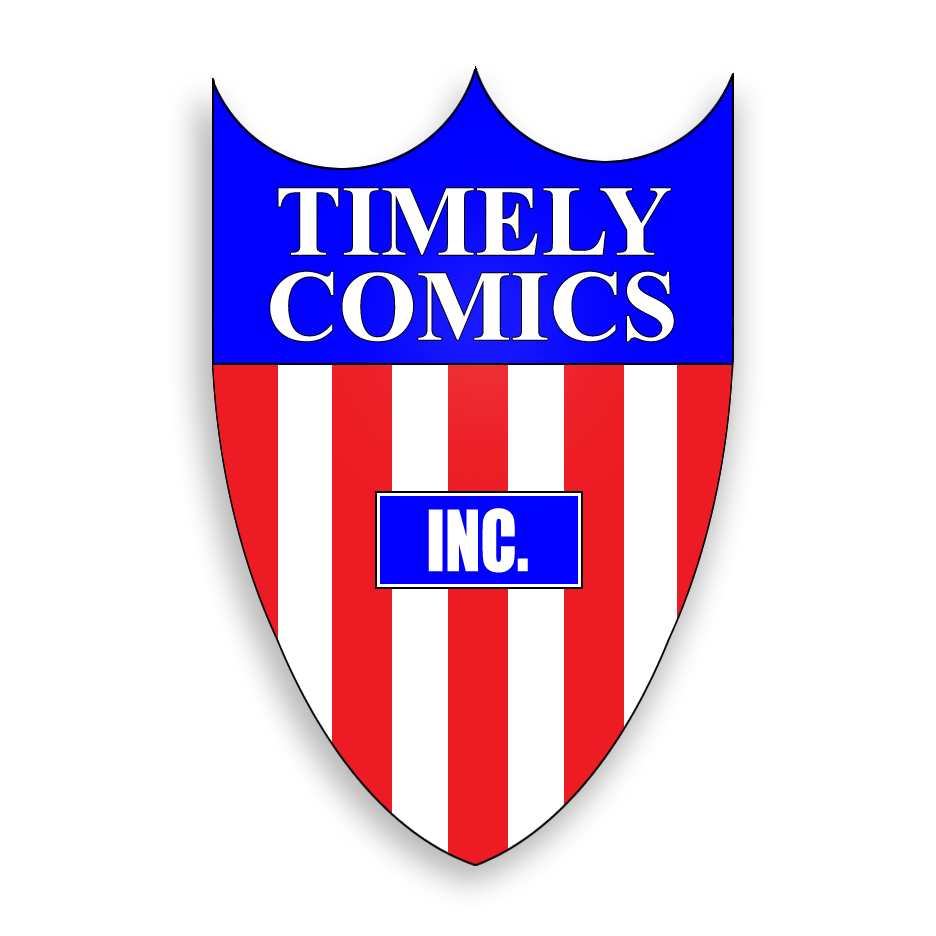
Timely Comics logo.

Vydavatel Martin Goodman v roce 1939 založil budoucí Marvel jako Timely Publications s imprintem Timely Comics pro vydávání komiksů. První komiks Marvel Comics #1 byl vydán v říjnu 1939. V tomto komiksu se poprvé objevily postavy Human Torch a Namor the Sub-Mariner, které vytvořili Carl Burgos a Bill Everett. Komiks se setkal s velkým úspěchem a brzy měl náklad ve výši 900 000 kusů. V roce 1941 autoři Joe Simon a Jack Kirby vytvořili vlasteneckého hrdinu, jímž byl Captain America. Jeho první komiks Captain America Comics #1 byl vydán v březnu 1941. I tato postava se setkala s úspěchem, kdy její náklad dosahoval jednoho milionu kusů. Dalšími hrdiny byli Whizzer, Miss America, Destroyer, Vision, a Angel, ale ti již takového úspěchu nedosáhli.
Roku 1941 také Joe Simon opustil post editora a jeho místo zabral bratranec Goodmanovy ženy Stanley Lieber, následně známý jako Stan Lee.

### Atlas Comics (1951-1960)

Atlas Comics logo.

V poválečné éře superhrdinské komiksy všeobecně upadaly a dostávaly se mimo zájem veřejnosti. Goodman se proto rozhodl přeorientovat na vydávání horrorů, westernů, krimi, válečných a dobrodružných příběhů. Od roku 1951 i proto změnil název na Atlas Comics, dle svých novin Atlas News Company. Neúspěšný pokus o oživení superhrdinské tematiky u Atlasu se datuje do roku 1953, kdy byly znovu vydávány komiksy Human Torch, Namor a Captain America, na nichž se podíleli Syd Shores, Dick Ayer, Bill Everett, John Romita Sr. a Stan Lee.

### Marvel Comics

#### 1960 - 1969
Nová éra započala roku 1961. Nutno podotknout, že zásluha za oživení superhrdinských komiksů patří spíše konkurenčním DC Comics. Nicméně Marvel se dokázal plně adaptovat. V listopadu 1961 Stan Lee a Jack Kirby představili nový tým Fantastic Four v The Fantastic Four #1. I přes úspěch, vydavatelství Marvel dále vydávalo westerny, romance a válečné příběhy, zde například komiks Sgt. Fury and his Howling Commandos, ve kterém vystupuje Nick Fury. S úspěchem začaly být vydávány i další komiksy, jako Hulk, Spider-Man, Thor, Ant-Man, Iron Man, X-Men, Daredevil i s jejich nemesis Doctor Doom, Magneto, Galactus, Loki, Green Goblin a Doctor Octopus. Stan Lee a Steve Ditko vytvořili nejúspěšnější komiksovou sérii v březnu 1963, kdy vydali první číslo Spider-Mana. V roce 1968 Marvel ročně prodával 50 milionů komiksových knih. Ve stejné době Goodman prodal vydavatelství společnosti Perfect Film and Chemical Corporation, která spadala pod Magazine Management. V roce 1969 Goodman po třiceti letech odešel od Marvelu.

#### 1970 - 1979

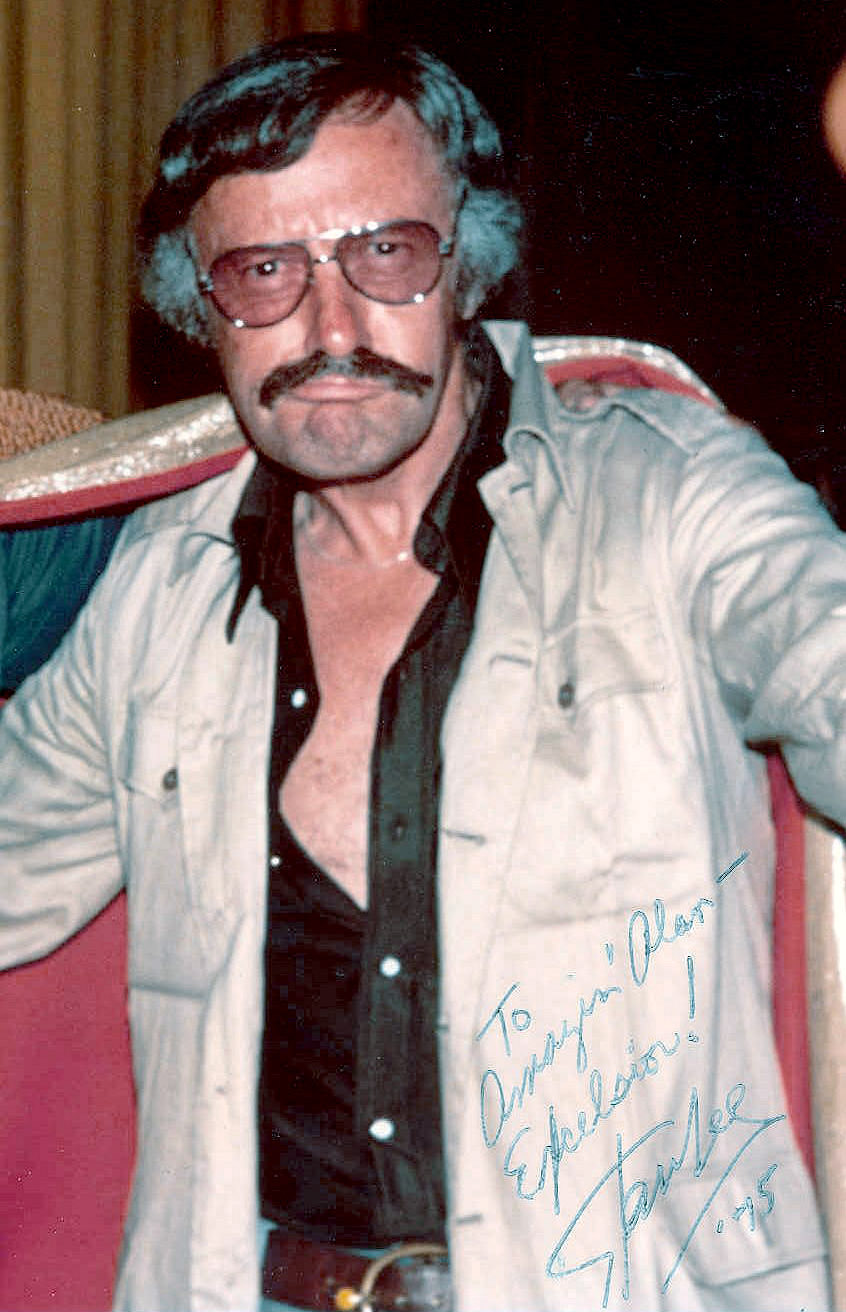
Stan Lee v roce 1973.

V roce 1971 americké ministerstvo zdravotnictví a školství požádalo Stana Lee, aby do komiksů zapracoval kampaň proti braní drog, ten s tím souhlasil a vytvořil takový příběh v komiksu Spider-Mana, avšak vydavatelská autocenzura prostřednictvím Comics Code Authority příběh odmítla pro propagaci drog bez ohledu na kontext. I přesto ho Lee vydal v číslech The Amazing Spider-Man #96–98. Komerční úspěch byl vysoký, což vedlo k uvolnění pravidel vydávání. V roce 1972 se Stan Lee stal šéfvydavatelem Marvelu. V této době začal vydávat ve své době otevřeně horrorové a vcelku násilné komiksy, jako The Tomb of Dracula, Shang-Chi, Conan, Red Sonja, nebo adaptace filmů 2001: Vesmírná odysea a Star Trek. V roce 1975 proběhl první marvel komiksový con MarvelCon 75. Roku 1976 Marvel pronikl na britský trh. Imprint Marvel UK tehdy začal vydávat příběhy superhrdiny Captain Britain.

#### 1980 - 1989

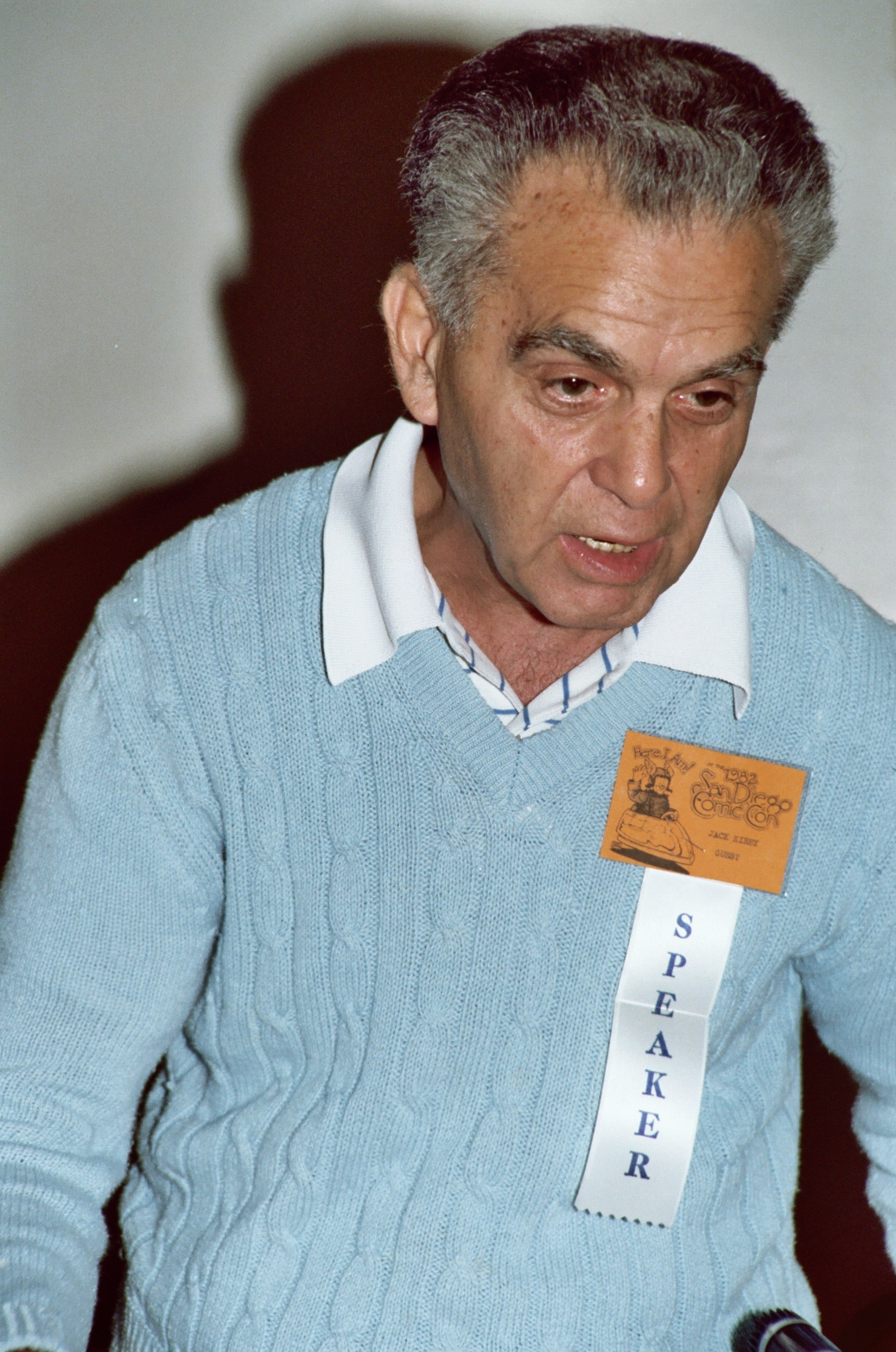
Jack Kirby v roce 1982.

Od roku 1978 se hlavním editorem stal Jim Shooter. Během jeho působení byly vydávány úspěšné série jako Uncanny X-Men od Chrise Claremonta a Johna Byrnea, ale také Daredevil, kterému prospěla pomoc od Franka Millera. Na počátku 80. let byly vydány první superhrdinské crossovery Contest of Champions a Tajné války. V roce 1986 začaly být vydávány příběhy z alternativní reality New Universe, ty se však s úspěchem nesetkaly. Během 80. let také Marvel založí dva imprinty Star Comics a Epic Comics. Nicméně Marvel v této době velmi zaostával za DC Comics, a to komerčně, ale i u kritiků a při udílení cen. Roku 1986 byl Marvel prodán společnosti New World Entertainment, která ho však po třech letech prodala společnosti MacAndrews and Forbes.

#### 1990 - 1999
Devadesátá léta byla opět érou boomu zájmu o komiksy. Marvel i proto začal vydávat alternativní příběhy svých postav ve vesmíru 2099, který se odehrává v budoucnosti. Běžné příběhy byly zřízeny k vyvrcholení v Onslaught ságu. Roku 1992 Marvel zažil vyprázdnění, když jeho sedm významných umělců odešlo ke konkurenci do Image Comics (Todd McFarlane, Jim Lee, Rob Liefeld, Marc Silvestri, Erik Larsen, Jim Valentino a Whilce Portacio). V roce 1998 byl založen imprint Marvel Knights. I přes velký zájem byly devadesátá léta pro Marvel zklamáním, vrcholem bylo vyhlášení bankrotu pro Marvel Entertainment Group a posléze založení Marvel Enterprises.

#### 2000 - 2009
V těchto letech Marvel znovu překročil vydavatelské zvyklosti a začal vydávat násilné příběhy pod imprintem MAX. Dalšími vzniklými imprinty byly i Marvel Adventures a především Ultimate Marvel, který začal vydávat alternativní restartované a moderní příběhy nejznámějších postav a vyvrcholil v crossoveru Ultimatum.
V této době se také Marvel dočkal úspěchu na filmovém plátně. Byly natočeny úspěšné filmy X-Men a Spider-Man, které se brzy proměnily do filmových sérií.
Roku 2009 The Walt Disney Company odkoupila Marvel za čtyři miliardy amerických dolarů.

#### 2010 - dodnes
Pod Disney, Marvel oživil imprint CrossGen, kde začal vydávat komiksy pro děti. Po úspěchu filmu Iron Man, Marvel založil Marvel Cinematic Universe, ve kterém na stříbrném plátně propojuje příběhy i dalších postav. Celosvětové tržby z marvel filmů v roce 2013 činily 12 miliard amerických dolarů. Marvel také vytváří televizní seriály či počítačové hry.
V roce 2012 proběhl u Marvel celkový relaunch vydávaných sérií a nové série začaly vznikat pod označením Marvel NOW!. Zcela novými sériemi byly například Uncanny Avengers a All-New X-Men. Na jaře a v létě 2014 proběhla druhá vlna restartování sérií pod názvem All-New Marvel NOW!. Na podzim a v zimě 2014 proběhla třetí vlna pod názvem Avengers NOW!.
Série vydávané v rámci vln Marvel NOW!:
- Marvel NOW!: A+X, All-New X-Men, Avengers vol. 5, Avengers Arena, Cable and X-Force, Captain America vol. 7, Deadpool vol. 3, FF vol. 2, Fantastic Four vol. 1 pokračování, Fearless Defenders, Guardians of the Galaxy, Indestructible Hulk, Iron Man vol. 6, Morbius: The Living Vampire, New Avengers vol. 3, Nova vol. 5, Savage Wolverine, Secret Avengers, The Superior Spider-Man, Thor: God of Thunder, Thunderbolts vol. 2, Uncanny Avengers, Uncanny X-Force, Uncanny X-Men vol. 3, Wolverine vol. 5, X-Men vol. 4, X-Men Legacy, Young Avengers vol. 2.

- All-New Marvel NOW!: All-New Ghost Rider, All-New Invaders, All-New X-Factor, Amazing Spider-Man vol. 3, Avengers Undercover, Avengers World, Black Widow vol. 5, Captain Marvel, Cyclops, Daredevil vol. 4, Elektra, Fantastic Four vol. 5, The Hulk, Inhuman, Iron Fist: The Living Weapon, Iron Patriot, Legendary Star-Lord, Loki: Agent of Asgard, Magneto, Moon Knight vol. 6, Ms. Marvel vol. 3, New Warriors vol. 5, Nightcrawler, The Punisher vol. 10, Rocket Raccoon, Savage Hulk, Secret Avengers vol. 3, She-Hulk vol. 2, Silver Surfer vol. 7, Spider-Man 2099 vol. 2, Storm, Wolverine vol. 6, Wolverine and the X-Men, X-Force vol. 4.

- Avengers NOW!: Bucky Barnes: Winter Soldier, Deathlok vol. 5, Guardians 3000, Thor vol. 4, All-New Captain America, Angela: Asgard's Assassin, Superior Iron Man.

V roce 2015 v dějové linii "Time Runs Out" z komiksů Avengers vol. 5 a New Avengers vol. 3 došlo ke zhroucení multivesmíru, které vyvrcholilo v crossoveru Secret Wars. Po skončení eventu dojde k restartu šedesáti sérií, které začnou být vydávány znovu od prvního čísla pod novou hlavičkou All-New, All-Different Marvel. Pod touto značkou vycházely více různorodé příběhy s více novými postavami. Vrcholem tohoto období byl crossover Secret Empire.
Po událostech v crossoveru Secret Empire si Marvel připravil půdu pro návrat svých tradičních hrdinů. Mezi srpnem a listopadem 2017 vycházela antologie Generations, ve které spolupracovali noví a tradiční hrdinové. Po této události došlo k přechodnému relaunchi s názvem Marvel Legacy, ve kterém se vrátili tradiční hrdinové. Většina sérií se vrátila ke svému původnímu číslování (jako volume 1). Marvel Legacy trvalo jen několik měsíců než došlo na další relaunch sérií nazvaný A Fresh Start. K přečíslování sérií docházelo postupně do května do srpna 2018. Relaunch znamenal návrat k tradičním hrdinům (oproti například All-New, All-Different Marvel), které do kontinuity navrátil Marvel Legacy. Marvel slaví obrovské úspěchy. Filmy a seriály vydávané v sérii Marvel Cinematic Universe dosahují monstrózního úspěchu, zvyšují se tržby komiksů a vysoké sledovanosti se těší i animované seriály pro mladší věkovou kategorii. V roce 2018 začal Marvel vydávat edici Legendární kolekce Marvel figurek, ve které vycházejí pravidelně figurky a časopis s historií oné postavy. Vydávají se také hry.

## Knihy vydané v Česku

### Comicsové legendy
- Spider-man 1 (The Amazing Spider-Man #50-58)
- Spider-man 2 (The Amazing Spider-Man #59-67)
- Spider-man 3 (The Amazing Spider-Man #68-75)
- Spider-man 4 (The Amazing Spider-Man #76-82)
- Spider-man 5 (The Amazing Spider-Man #83-89)
- Spider-man 6 (The Amazing Spider-Man #90-98)
- Spider-man 7 (The Amazing Spider - Man 99-109)
- X-men 1 (Giant Size X-men #1 (1975), X-Men #94-103)
- X-men 2 (X-Men #104-113)
- X-men 3 (X-Men #114-124)
- X-men 4 (X-Men #125-138)
- Wolverine 1 (Wolverine vol. 2 #1-8)
- Wolverine 2 (Wolverine vol. 2 #9-16)
- Wolverine 3 (Wolverine vol. 2 #17-23)
- Wolverine 4 (Wolverine vol. 2 #24-30)
- Wolverine 5 (Wolverine vol. 2 #31-37)

### Amazing Spider-man
- Amazing Spider-man: Návrat (The Amazing Spider-Man, vol. 2 #30-35)
- Amazing Spider-man: Odhalení (The Amazing Spider-Man vol. 2 #37-42)
- Amazing Spider-man: Dokud hvězdy nezhasnou (The Amazing Spider-Man vol. 2 #43-48)
- Amazing Spider-man: Příčiny a následky (The Amazing Spider-Man vol. 2 #49-54)
- Amazing Spider-man: Šťastné narozeniny (The Amazing Spider-Man vol. 2 #55-58, The Amazing Spider-Man vol. 1 #500-501)
- Amazing Spider-man: Ezekielův návrat (The Amazing Spider-Man vol. 1 #502-508)
- Amazing Spider-man: Hříchy minulosti (The Amazing Spider-Man vol. 1 #509-514)

### Ultimate Spider-man a spol.
- Ultimate Spider-man a spol. 1 (Ultimate Spider-man #1, Ultimate Fantastic Four #7-8)
- Ultimate Spider-man a spol. 2 (Ultimate Spider-man #2-3, Ultimate Fantastic Four #9-10)
- Ultimate Spider-man a spol. 3 (Ultimate Spider-man #4-5, Ultimate Fantastic Four #1-12)
- Ultimate Spider-man a spol. 4 (Ultimate Spider-man #6-7, Ultimate X-men #1)
- Ultimate Spider-man a spol. 5 (Ultimate Spider-man #8-9, Ultimate X-men #2-3)
- Ultimate Spider-man a spol. 6 (Ultimate Spider-man #10-11, Ultimate X-men #4-5)
- Ultimate Spider-man a spol. 7 (Ultimate Spider-man #12-13, Ultimate X-men #6-7)
- Ultimate Spider-man a spol. 8 (Ultimate Spider-man #14-15, Ultimate X-men #8-9)
- Ultimate Spider-man a spol. 9 (Ultimate Spider-man #16-17, Ultimate X-men #10-11)
- Ultimate Spider-man a spol. 10 (Ultimate Spider-man #18-19, Ultimate X-men #12-13)
- Ultimate Spider-man a spol. 11 (Ultimate Spider-man #20-21, Ultimate X-men #14-15)
- Ultimate Spider-man a spol. 12 (Ultimate Spider-man #22, Ultimate X-men #16-17)
- Ultimate Spider-man a spol. 13 (Ultimate Spider-man #23-24, Ultimate X-men #18-19)
- Ultimate Spider-man a spol. 14 (Ultimate Spider-man #25-26, Ultimate X-men #20-21)
- Ultimate Spider-man a spol. 15 (Ultimate Spider-man #27-28, Ultimate X-men #22-23)

### Další Spider-man
- Amazing Spider-man: Kravenův poslední lov  (Web of Spider-Man #31-32, The Amazing Spider-Man #293-294 a Spectacular Spider-Man #131-132)
- Spider-man: Utrpení (Spider-Man Vol. 1: Torment #1-5)

### X-men
- X-men – První třída: Nejsvětlejší zítřek (X-Men: First Class vol. 1 #1-8')
- New X-men: G jako genocida (New X-Men #114-120)
- New X-men: Impérium (New X-Men #121-126)

### Wolverine
- Wolverine: Ještě žiju (Wolverine vol. 2 #119-122)
- Wolverine a Hulk (Wolverine Hulk #1-4)

### Thor
- Thor: Vikingové (Thor: Vikings #1-5)

### Iron Man
- Iron Man: Extremis ( Iron Man vol. 4 #1-6)

### Punisher
- Punisher Max 0: Od kolébky do hrobu
- Punisher Max 1: Na začátku
- Punisher Max 2: Irská kuchyně
- Punisher Max 3: Matička Rus
- Punisher Max 4: Dole je nahoře, černá je bílá
- Punisher Max 5: Otrokáři
- Punisher Max 6: Barracuda
- Punisher Max 7: Muž z kamene
- Punisher Max 8: Vdovy
- Punisher I.
- Punisher II.
- Punisher III.
- Punisher IV.

### Ultimate Fantastic Four
- Ultimate Fantastic Four: Zrod (Ultimate Fantastic Four #1-6)

### Captain America
- Captain America 1 (Captain America vol. 5, #1-9, 11-14)
- Captain America 2 (Captain America vol. 5, #10, 15-24, Winter Soldier: Winter Kills, Captain America: 65th Anniversary Special)
- Captain America: Smrt (Captain America vol. 5, #25-42)

### Daredevil
- Daredevil: Muž beze strachu 1 (Daredevil vol. 2 #16-19 a 26-40)
- Daredevil: Muž beze strachu 2 (Daredevil vol. 2 #41-50 a 56-60)
- Daredevil: Muž beze strachu 3 (Daredevil vol. 2 #61-70)
- Daredevil: Muž beze strachu 4 (Daredevil vol. 2 #71-81)
- Daredevil: Rok jedna (Daredevil: The Man Without Fear #1-5)

### Ghost Rider
- Ghost Rider: Cesta slz
- Ghost Rider: Cesta do zatracení

### Avengers
- Avengers: Do boje! (Avengers vol. 2 #1-11, Annual '98, Iron Man vol. 2 #7, Captain America vol. 2 #8, Quicksilver vol. 1 #10')

### Ultimates
- Ultimates 1/1 – Nadčlověk (Ultimates #1-6)
- Ultimates 1/2 – Národní bezpečnost (Ultimates #7-13)
- Ultimates 2/1 – Bohové a monstra (Ultimates 2 #1-6)
- Ultimates 2/2 – Jak ukrást Ameriku (Ultimates 2 #7-13)

### Ostatní
- Tajné války (Marvel Super Heroes Secret Wars #1–12, Thor #383, She-Hulk #10, What If? #4, 114)
- Tajná válka (Secret War #1–5)
- Marvels – Zázraky (Marvels #0-5)